# Oberhofen am Thunersee
Oberhofen am Thunersee là một đô thị trong huyện Thun, bang Bern, Thụy Sĩ. Đô thị này có diện tích 2,8 km2, dân số thời điểm tháng 12 năm 2009 là 2317 người.

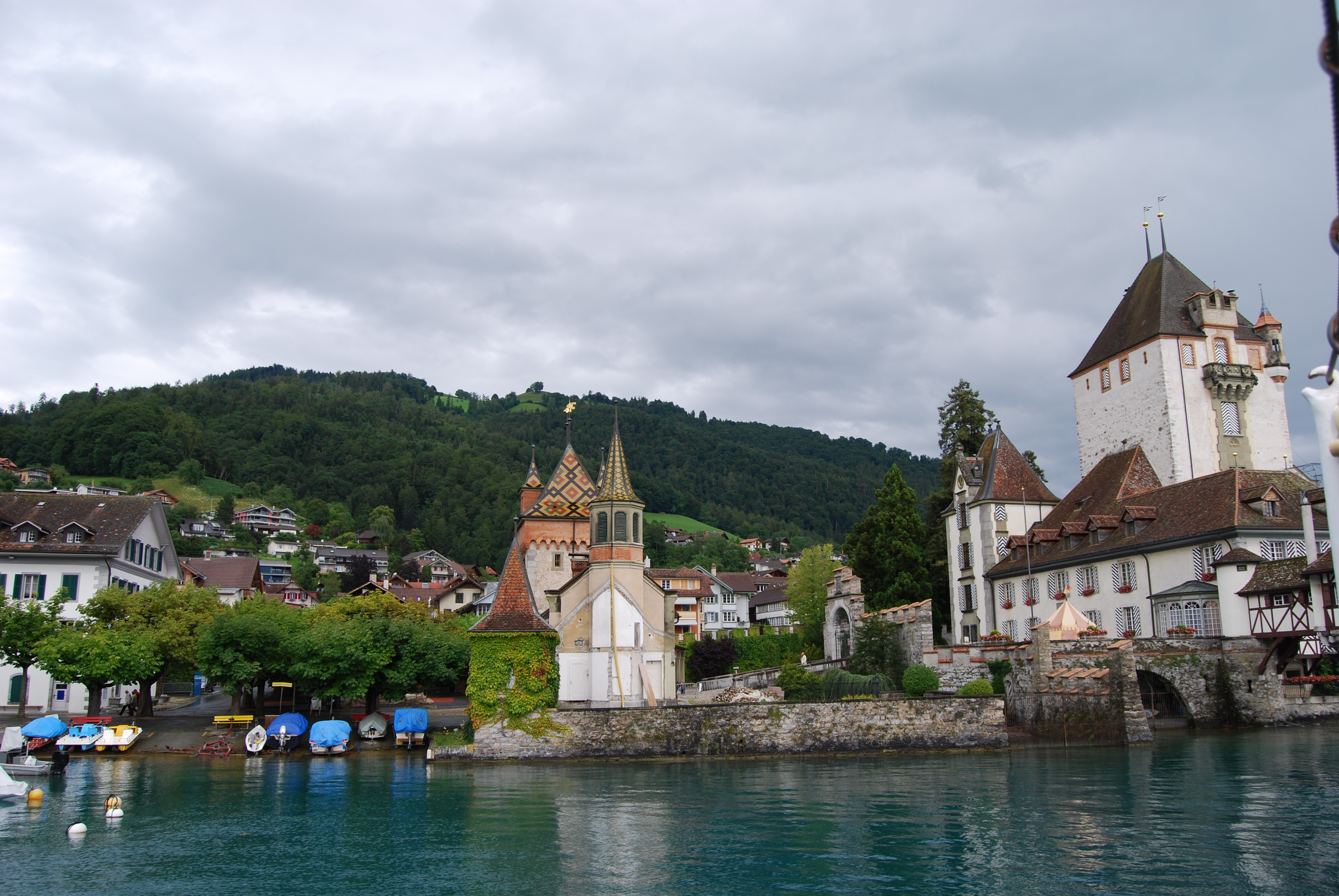
Oberhofen